# Mihajlo Čeprkalo
Mihajlo Čeprkalo, född 9 juni 1999, är en bosnisk simmare.
Čeprkalo tävlade för Bosnien och Hercegovina vid olympiska sommarspelen 2016 i Rio de Janeiro, där han blev utslagen i försöksheatet på 1500 meter frisim.